# Alexandra Breckenridge
Alexandra Hetherington Breckenridge (Bridgeport, Connecticut; 15 de mayo de 1982) es una actriz estadounidense.
Interpretó a una joven Moira O'Hara en la primera temporada de American Horror Story e interpretó a Kaylee en la tercera temporada. Interpretó a Jessie Anderson en The Walking Dead y a Sophie en This Is Us. Desde 2019, ha interpretado a Melinda "Mel" Monroe en la serie de Netflix Un lugar para soñar.

## Primeros años
Breckenridge nació en Bridgeport, Connecticut. Vivió en Darien, Connecticut, hasta los diez años, cuando ella y su madre se mudaron a Los Ángeles. Un año más tarde, se trasladaron a Mill Valley, California. A los 13 años, Breckenridge se interesó por la actuación, la fotografía y el canto. A los 15 años, ella y su madre regresaron a Los Ángeles para perseguir la carrera de Breckenridge. Es sobrina del actor Michael Weatherly.

## Carrera

### Actuación

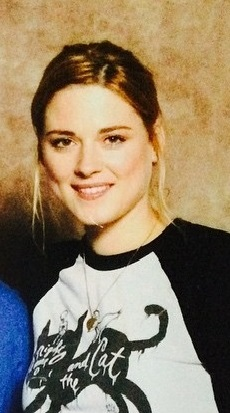
Breckenridge en 2015.

Breckenridge fue una invitada especial como Shelly Weaver en Freaks and Geeks en 2000. Cuando tenía 15 años, conoció a James Franco y se sorprendió de que Franco la reconociera en el set de Freaks and Geeks. Ella también tuvo participaciones en Dawson's Creek, CSI, Buffy the Vampire Slayer, Charmed, Undeclared, Medium, y JAG. Ella apareció como Francise en tres episodios de Opposite Sex. En 2002, apareció en la película Big Fat Liar, protagonizada por Frankie Muniz, como la hermana mayor de Jason Shepherd, Janie.
Breckenridge ha tenido numerosos papeles de voz en la serie de televisión animada Family Guy. Durante una entrevista con FHM, ella declaró: "Cuando fui por primera vez a Family Guy, hice una audición de voz como invitada. No sé por qué, pero [el creador]  Seth MacFarlane realmente le gustó el sonido de mi voz. Nunca entendí por qué. Él simplemente me agrada y me llaman todo el tiempo para hacer cosas diferentes." Breckenridge hace a menudo parodias de celebridades en la serie, como por ejemplo Sarah Jessica Parker y Renée Zellweger. También tuvo papeles en la serie web de MacFarlane Cavalcade of Cartoon Comedy. Ella apareció en el episodio "With Friends Like Steve's" de American Dad!, también creado por MacFarlane.
En 2006, Breckenridge interpretó a Monique en la película She's the Man. Ella interpretó a Willa McPherson en la serie Dirt de 2007 a 2008. En 2009, Breckenridge coprotagonizó la película independiente The Bridge to Nowhere por Blair Underwood. También tuvo un papel en la película Huyendo del pasado.
Breckenridge tuvo un papel recurrente en la cuarta temporada de True Blood de HBO, y también en la primera temporada de American Horror Story como Moira O'Hara, el fantasma de una sirvienta atrapada en la casa en la que estaba como empleada. También volvió durante varios episodios en la tercera temporada de la serie, American Horror Story: Coven, como Kaylee: una joven bruja que sobresale en la pirocinesis.
En 2015, Breckenridge comenzó a interpretar a Jessie Anderson en la quinta temporada de la serie AMC The Walking Dead. En 2015, junto coprotagonizó en el thriller psicológico Dark del productor ejecutivo Joe Dante y el director Nick Basile. En 2017, Breckenridge apareció como recurrente como Sophie, amiga de la infancia de Kate y la exesposa de Kevin, en la serie dramática de NBC This Is Us.

### Fotografía
Breckenridge está interesada en la fotografía y tiene su propio darkroom en su apartamento. A los 24 años comenzó a tomar la fotografía en serio como una forma de autoexpresión. Su entonces novio Bryten Goss la ayudó con la iluminación. En 2008, tuvo su primera exhibición con Shalon Goss, auspiciada por su tío Michael Weatherly y presentada por Edgar Valera. Ella dijo: "Tuve tanto que expresar emocionalmente con este espectáculo. Cada foto es una expresión de mí misma y las cosas que he pasado en los últimos tres años. Por mi perspectiva, el propósito del arte es evocar el sentimiento y para inspirar Eso es todo lo que espero lograr."

## Vida personal
En septiembre de 2015, Breckenridge se casó con el guitarrista Casey Hooper. El 3 de septiembre de 2016, dio a luz al primer hijo de la pareja, Jack Breckenridge Hooper.
Breckenridge tiene varios tatuajes en su cuerpo. Son cubiertos por un artista de maquillaje para sus papeles de televisión. Ella se los cubre cuando protagoniza papeles, pero no en sus sesiones de fotos. Comenzó a hablar de sus tatuajes diciendo: "Los cubrimos. Algunos artistas de maquillaje son mejores que otros, pero hay aerografía, y una especie de pintura de látex a prueba de agua, obviamente de pintura corporal."

## Filmografía

### Cine
| Año  | Película                                | Papel               | Notas                |
| ---- | --------------------------------------- | ------------------- | -------------------- |
| 1998 | Even the Losers                         | Desconocido         | Película para TV     |
| 1999 | Locust Valley                           | Arden               | Película para TV     |
| 2002 | Orange County                           | Anna                | No acreditada        |
| 2002 | Vampire Clan                            | Charity Lynn Keesee | Personaje principal  |
| 2002 | Big Fat Liar                            | Janie Shepherd      | Personaje secundario |
| 2002 | Wishcraft                               | Krisite             | Personaje secundario |
| 2003 | D.E.B.S.                                | Amy                 | Cortometraje         |
| 2005 | Rings                                   | Vanessa             | Cortometraje         |
| 2006 | She's the Man                           | Monique Valentine   | Personaje principal  |
| 2006 | Jack Rabbit                             | Harley              | Cortometraje         |
| 2008 | The Art of Travel                       | Kate                |                      |
| 2009 | The Bridge to Nowhere                   | Sienna              | Personaje secundario |
| 2011 | The arkest Hour                         | Alicia              | Personaje secundario |
| 2012 | Huyendo del pasado                      | Jocelyn             |                      |
| 2014 | Other People's Children                 | Ariel               |                      |
| 2015 | Always Watching: A Marble Hornets Story | Sara Коvic          | Personaje principal  |
| 2015 | Dirt                                    | Leah                |                      |
| 2015 | Zipper                                  | Christy             | Personaje secundario |
| 2016 | Broken Vows                             | Debra               | Personaje principal  |

### Televisión
| Año           | Serie                               | Papel                 | Notas                                                                                               |
| ------------- | ----------------------------------- | --------------------- | --------------------------------------------------------------------------------------------------- |
| 2000          | Dawson's Creek                      | Kate Douglas          | Invitada "Valentine's Day Massacre"                                                                 |
| 2000          | Freaks and Geeks                    | Shelly Weaver         | Invitada "Looks and Books"                                                                          |
| 2000          | Opposite Sex                        | Francise              | Recurrente, 3 episodios                                                                             |
| 2001-2002     | Undeclared                          | Prim / Celeste        | 2 episodios                                                                                         |
| 2002          | Charmed                             | Michelle Miglis       | Invitada "A Paige from the Past"                                                                    |
| 2002          | Buffy the Vampire Slayer            | Kit Holburn           | Episodio: "Lessons"                                                                                 |
| 2004          | CSI: Crime Scene Investigation      | Lisa "Cleopatra" Hunt | Episodio: "Turn of the Screws"                                                                      |
| 2004          | JAG                                 | Pia Bonfilio          | Episodio: "There Goes the Neighborhood"                                                             |
| 2004          | Mystery Girl                        | Katie Hill            | Película para televisión                                                                            |
| 2005          | Medium                              | Isabel Galvan         | Episodio: "Jump Start"                                                                              |
| 2005          | Romy and Michele: In the Beginning  | Michele               | Película para televisión                                                                            |
| 2005          | Sex, Love & Secrets                 | Maddie                | Episodio "Protection"                                                                               |
| 2005          | Murder Book                         | Sarah                 | Película para televisión                                                                            |
| 2005-2017     | Family Guy                          | Varios                | Voz, 63 episodios                                                                                   |
| 2006          | American Dad!                       | Varios                | Voz/Episodio: "With Friends Like Steve's"                                                           |
| 2007          | Psych                               | Betty                 | Episodio "Scary Sherry: Bianca's Toast"                                                             |
| 2007-2008     | Dirt                                | Willa McPherson       | Personaje Principal, 20 episodios                                                                   |
| 2008          | Cavalcade of Cartoon Comedy         | Princesa Peach        | Voz, 2 episodios                                                                                    |
| 2008-2009     | The Ex List                         | Vivian                | Personaje Principal, 13 episodios                                                                   |
| 2010          | Life Unexpected                     | Abby Cassidy          | Recurrente, 5 episodios                                                                             |
| 2010          | Sons of Tucson                      | Gina                  | Recurrente, 2 episodios                                                                             |
| 2011          | True Blood                          | Katherina             | Recurrente, 4 episodios                                                                             |
| 2011          | Franklin & Bash                     | Emily Claire          | Episodio "Bachelor Party"                                                                           |
| 2011          | American Horror Story: Murder House | Moira O'Hara (joven)  | Recurrente, 6 episodios                                                                             |
| 2012          | Save Me                             | Carly Brugano         | Personaje Principal, 7 episodios                                                                    |
| 2012          | Men at Work                         | Katelyn               | Episodio "Wake and Bake"                                                                            |
| 2013          | American Horror Story: Coven        | Kaylee                | Recurrente, 2 episodios                                                                             |
| 2015-2016     | The Walking Dead                    | Jessie Anderson       | Recurrente (Temporada 5, 5 episodios) Principal (Temporada 6, 6 episodios)                          |
| 2015          | Extant                              | Zoe Grant             | Episodio "Morphoses"                                                                                |
| 2016          | Pure Genius                         | Margot Byer           | Episodio "Pilot"                                                                                    |
| 2017-2020     | This Is Us                          | Sophie Inman          | Recurrente (Temporada 1; 5 episodios) Principal (Temporada 2; 6 episodios) Invitada (Temporada 3-5) |
| 2019-presente | Virgin River                        | Melinda "Mel" Monroe  | Principal                                                                                           |